# Cecidomyia bidenticulata
Cecidomyia bidenticulata är en tvåvingeart som först beskrevs av Barnes 1927.  Cecidomyia bidenticulata ingår i släktet Cecidomyia och familjen gallmyggor. Inga underarter finns listade i Catalogue of Life.